# Джавшаниани
Джавшаниани (груз. ჯავშანიანი, азерб. Abdallı) — село Болнисского муниципалитета, края Квемо-Картли республики Грузия со 100 %-ным азербайджанским населением. Находится в юго-восточной части Грузии, на территории исторической области Борчалы.

## История
Село было основано в 1903 году жителями села Абдалгюлаблы (азерб. Abdalgülablı) Агдамского района Азербайджана, которые стали беженцами и покинули родные места в результате армяно-азербайджанского конфликта. В начале беженцы выбрали в качестве постоянного места жительства деревню Кишмиштепе (азерб. Kişmiştəpə) Марнеульского района Грузии, но в 1905 году все они переехали в Абдаллы. Спустя год, зажиточная часть населения вновь переехала, теперь уже в деревню Кызылкилиса (азерб. Qızılkilsə) Дманисского района. В дальнейшем название села было переименовано в Джавшаны (азерб. Cavşanı), которое используется среди местного населения до сих пор.

### Изменение топонима
По одной из версий топоним села произошёл от названия кочевого тюркского племени Абдал, относящимся к белым Хуннам.
В 1990—1991 годах, в результате изменения руководством Грузии исторических топонимов населённых пунктов этнических меньшинств в регионе, название села Абдаллы («азерб. Abdallı») было изменено на его нынешнее название — Джавшаниани.

## География
Село находится на левом берегу реки Машавера, в 11 км от районного центра Болниси, около автотрассы, на высоте 620 метров от уровня моря. Недалеко от села Джавшаниани находится крепость «Кёроглы», построенная на скале.
Граничит с поселком Казрети, селами Кианети, Квеши, Дзвели-Квеши, Дзедзвнариани, Поцхвериани, Гета, Зварети, Мушевани, Саберети, Акаурта, Ратевани и Хахаладжвари Болнисского Муниципалитета.

## Население
По данным Государственного статистического комитета Грузии, согласно официальной переписи 2002 года, численность населения села Джавшаниани составляет 829 человек и на 100 % состоит из азербайджанцев.

## Экономика
Население в основном занимается овцеводством, скотоводством и овощеводством.

## Достопримечательности
- В селе действуют две средние школы, первая из которых построена в 1927 году.[5]

## Известные уроженцы
Самым известным уроженцем села считается Борчалинский Гачаг — Кор Исмаил (рус. «Слепой Исмаил»), который вел борьбу против грузинских и русских царей. В его отряд входили около 100 борчалинских активистов. Похоронен гачаг в селе Джафарли Болнисского района. Потомки Кор Исмаила живут в настоящее время в селах Абдаллы и Гочулу.